# Суффле, Жак
Жак Суффле́ (фр. Jacques Soufflet; 4 октября 1912, Лебёф, департамент Сомма, Франция — 9 января 1990, Нёйи-сюр-Сен, Франция) — французский государственный деятель, министр обороны Франции (1974—1975).

## Биография
Во время Второй мировой войны служил в составе эскадрильи «Эльзас-Лотарингия», с 1944 года — её командующий. В послевоенном кабинете Шарля де Голля работал советником, в частности, по вопросам воздушного транспорта во Французском Алжире.
- В 1959—1974 годах — член Сената, в 1965—1971 годах — председатель парламентской группы партии «Союз демократов в поддержку республики»,
- В 1971 году — заместитель председателя Сената,
- В 1974—1975 годах — министр обороны Франции в кабинете Валери Жискар д’Эстена.

В 1979 году стал членом Совета Ордена Освобождения.
Умер 9 января 1990 года в Нёйи-сюр-Сен и был похоронен в Ла Круа-ан-Турен в Эндре и Луаре.